# FLOPS
FLOPS (изписвано също като flops или flop/s; от англ. FLoating point Operations Per Second) е мярка за производителността (изчислителната мощност) на компютрите. Показва броя операции с плаваща запетая, които компютърът може да извърши за една секунда.
Следващата таблица показва единиците, производни на FLOPS, и годината, в която съответната бариера за първи път е прескочена от суперкомпютър:
| Производителност на суперкомпютри | Производителност на суперкомпютри | Производителност на суперкомпютри |
| Бариера                           | Година                            | FLOPS                             |
| --------------------------------- | --------------------------------- | --------------------------------- |
| FLOPS                             | 1941                              | 100                               |
| kFLOPS                            | 1949                              | 10³                               |
| MFLOPS                            | 1964                              | 106                               |
| GFLOPS                            | 1987                              | 109                               |
| TFLOPS                            | 1997                              | 1012                              |
| PFLOPS                            | 2008                              | 1015                              |
| EFLOPS                            | 2022                              | 1018                              |
| ZFLOPS                            | Не по-рано от 2030                | 1021                              |
| YFLOPS                            | −                                 | 1024                              |

## Суперкомпютри
- Първият работещ програмируем, напълно автоматичен цифров компютър е немският Z3, построен през 1941 г., работи с производителност 2 FLOPS[2]
- Първият препрограмируем компютър ENIAC (1946) постига 500 FLOPS[3]
- Бариерата от 1 PFLOPS (petaFLOPS) е премината за първи път от суперкомпютъра Jaguar на фирмата Cray през 2008 г.
- През 2022 г. суперкомпютърът Frontier, наследник на Summit, преминава бариерата от 1 EFLOPS, постигайки 1,102 ексафлопса.

## Сравнение с IPS
Единицата FLOPS е аналогична на IPS (или MIPS), обозначаваща броя инструкции в секунда, изпълнявани от даден процесор. Двата термина са аналогични, но с различно значение, тъй като различните инструкции отнемат различно количество време, така че броят инструкции, които процесорът изпълнява за секунда, зависи от конкретния вид инструкции. В частност, производителността на даден процесор в MFLOPS може да е по-малка или по-голяма от тази в MIPS, в зависимост от конкретния вид изчисления, респ. инструкции, с които е проведено измерването.